# Heinrich Brockmann-Jerosch
Heinrich Brockmann-Jerosch (ur. 23 maja 1879 w Winterthur, zm. 16 lutego 1939 w Zurychu, znany również pod polskim nazwiskiem Henryk Krzymowski) – szwajcarski botanik i pionier fitosocjologii, skrót w taksonomii od jego nazwiska: Brockm.Jer.

## Życiorys
Był synem nauczyciela gimnazjum Józefa Krzymowskiego, który pochodził z miejscowości Łask koło Łodzi. Ponieważ ojciec jako student brał udział w powstaniu styczniowym przeciwko uciskowi rosyjskiemu, po klęsce musiał uciekać za granicę. Przemierzył całe Niemcy, docierając do Szwajcarii. W Zurychu Józef Krzymowski studiował matematykę na Politechnice, następnie pracował jako nauczyciel w szkołach kantonalnych w Zug, a później w Winterthur. W 1870 roku otrzymał obywatelstwo szwajcarskie. Pierwsza żona zmarła na skutek epidemii tyfusu. W 1874 roku ożenił się z Lucie z domu Brockmann, pochodzącą z Lubeki, ze starego fryzyjskiego rodu Brockmannów. Małżeństwo miało trzech synów i dwie córki.
Heinrich Brockmann był trzecim z kolei synem Józefa i, podobnie jak reszta rodzeństwa, nosił początkowo polskie nazwisko ojca Krzymowski. W 1902 roku przejął nazwisko matki – Brockmann. Jeden tylko z braci zachował nazwisko ojca, był to rolnik Ryszard Krzymowski. W 1905 Heinrich Brockmann przyjął podwójne nazwisko Brockmann-Jerosch,  gdy poślubił Marie Jerosch, geolożkę, której rodzina pochodziła z Prus Wschodnich.
Po okresie edukacji szkolnej w Winterthur zdobywał przez rok praktyczne doświadczenie w rolnictwie w Échallens, a następnie studiował nauki rolnicze w Politechnice Federalnej w Zurichu. Na tej uczelni w 1902 roku uzyskał dyplom inżyniera rolnictwa i w latach od 1901 do 1904 był asystentem w instytucie botanicznym u prof. Carla Schroetera. W 1906 uzyskał stopień doktora na podstawie dysertacji Die Flora des Puschlavs und ihre Pflanzengesellschaften. Za namową profesora Schroetera zdecydował się, mimo trudnej sytuacji finansowej, habilitować się jako privatdozent i w 1909 uzyskał venia legendi na Uniwersytecie w Zurychu. Od 1903 do 1933 wykładał jako prywatny docent na Uniwersytecie w Zurychu oraz był kuratorem Instytutu Badań Geobotanicznych Rübel w Zurychu.
Brockmann-Jerosch, będący jednym z pionierów socjologii roślin, w swojej pracy podjął przede wszystkim aspekty stosowanej socjologii roślin i wniósł znaczący wkład w to, że dziedzina ta zyskała ogromne znaczenie w leśnictwie i rolnictwie, a także w inżynierii upraw. Między innymi eksplorował, wraz z żoną, naturalne lasy Szwajcarii. W pracy dotyczącej doliny Puschlav postawił hipotezę, że wiele roślin występujących na tym terenie przetrwało epokę lodowcową. Wyjaśnił także liczne aspekty związków roślinności z klimatem, ludźmi i zwierzętami.
Podczas długich pobytów za granicą Brockmann-Jerosch badał szatę roślinną niemal we wszystkich krajach Europy i był kierownikiem ważnych wówczas Międzynarodowych Wycieczek Geograficznych Roślin. Zajmował się także naukowo zagadnieniami związanymi z ochroną przyrody, etnobotaniką oraz agrobotaniką.
Był członkiem korespondentem wielu zagranicznych towarzystw naukowych, w 1932 został przyjęty do grona akademii naukowej Leopoldina. Był też członkiem loży masońskiej Modestia cum Libertate w Zurychu. W 1928 wykładał jako gość profesor na Uniwersytecie Jagiellońskim. Tam chciano go zatrzymać na uczelni, proponując katedrę profesorską. Mimo polskiego pochodzenia zdecydował się jednak powrócić do Szwajcarii.
W dziesięć dni po śmierci swojego kierownika naukowego, prof. Carla Schroetera, Heinrich Brockmann-Jerosch zginął w wypadku samochodowym.